# Lijst van afleveringen van Checkpoint (seizoen 18)
Dit is een lijst van afleveringen van seizoen 18 van Checkpoint. In de schema's staan de gestelde vraagstukken aangegeven, de getrokken conclusie en notities van de test.

## Inleiding
Het achttiende seizoen van Checkpoint gaat op 7 september 2019 van start. In tegenstelling tot de eerdere seizoenen wordt dit seizoen niet in de ochtend rond 09:30 uur uitgezonden, maar in de vooravond rond 17:30 uur. Op het oude tijdslot heeft Checkpoint plaatsgemaakt voor Topdoks, eveneens een programma van de Evangelische Omroep.
Alle testteamleden uit de vorige twee seizoenen (seizoenen 16 en 17) zitten nog in het testteam. In de loop van het seizoen worden ze aangevuld door twee debutanten in het meidenteam: Romy en Mila. Het totaal aantal testteamleden stijgt hiermee naar vijftien.
Ook de rubrieken die voorgaande seizoenen kenmerkten, zijn in seizoen 18 gehandhaafd gebleven. Er is wel één nieuwe rubriek bijgekomen: Is Heter Beter?, waarin uitgetest wordt of bepaalde objecten beter werken als ze worden verhit.

## Samenstelling testteam
- Lieke Augustijn
- Aaron Castrop
- Nur Dabagh
- Jaro Frijn
- Remy Hogenboom
- Gianni Koorndijk
- Mila Mochèl
- Nigel Onwuachu
- Sem Peelen
- Romy Ruitenbeek
- Shaniqua Devine
- Tim Schouten
- Ava-Luna Stradowski
- Julia Toorop
- Anne van der Vegt

## Afleveringen

### Aflevering 1
Uitzenddatum: 7 september 2019

#### Lekker snel van je strafwerk af!
In het eerste item van dit achttiende seizoen werd uitgezocht hoe men snel van strafwerk af kon komen.
| Onderwerp                 | Notities |
| ------------------------- | --- |
| Nablijven: klok verzetten | Als eerste werd een poging gedaan om het nablijven te omzeilen. Daarvoor werd er een radiografisch bestuurbaar autootje aan het tijdmechanisme van de klok gekoppeld. Daarmee konden de nablijvende testteamleden op afstand opgemerkt de klok verzetten tot op het tijdstip waarop ze naar huis mochten gaan. De methode werkte: testteamlid Shaniqua hield toezicht, maar had niet in de gaten dat de klok werd verzet. |
| Kauwgom krabben           | Verschillende methoden werden geprobeerd om kauwgom onder de tafel vandaan te krijgen. Pindakaas, een hete krabber, een elektronisch aangedreven waaier van krabbers en tot slot zandstralen werkten allen niet. Enig succes was er echter wel met vloeibaar stikstof, waardoor de kauwgom uitdroogde en makkelijker onder het tafelblad vandaan gekrabd kon worden.                                                      |

#### Jongens vs Meiden → Opsporen
Bij deze editie van Jongens vs Meiden werd uitgezocht wie de beter waren in spoorzoeken, jongens of meiden.
| Uitdaging                                                            | Winnaar | Notities |
| -------------------------------------------------------------------- | ------- | --- |
| Sportkleding matchen met hun eigenaren aan de hand van de zweetlucht | Meiden  | In de eerste deeltest stond letterlijk de speur-neus centraal. Drie atleten hadden getraind en hun bezwete kledij (shirt en hoofdband) lagen klaar. De testteamleden moesten deze aan de juiste eigenaar geven aan de hand van de zweetlucht. Van de in totaal zes kledingstukken bleken de jongens er slechts één goed te hebben, tegen vier voor de meiden. Zij zetten daarmee de tussenstand op 1-0. |
| Dader achterhalen van diefstal                                       | Jongens | Er was een inbraak gepleegd waarbij de kluis van Checkpoint was opengebroken. Aan de hand van een sporenonderzoek moesten de jongens en de meiden de dader aanwijzen uit een rij van vier verdachten. De jongens wisten daadwerkelijk de dader aan te wijzen, de meiden slaagden hier niet in. Doordat de tussenstand nu 1-1 was, zou de laatste deeltest allesbepalend zijn. |
| Gecamoufleerde snipers opmerken                                      | Jongens | Vier gecamoufleerde snipers hadden zich in een stuk bos verstopt. Vanaf een afstandje moesten de jongens en de meiden deze binnen drie minuten opmerken en neerschieten. Ze hadden voor de vier snipers echter ook maar vier kogels tot hun beschikking. De meiden slaagden erin één sniper uit te schakelen. De jongens slaagden erin om in een tijdsbestek van 2'50" minuten alle vier de snipers neer te schieten. Met deze overwinning werd ook de totaalwinst van deze test bepaald in het voordeel van de jongens. |
| Uiteindelijke winnaar.                                               | Jongens | Eindstand: 2-1. Getrokken conclusie: de boys zijn het beste in opsporen |

#### Ripped jeans met dynamiet
| Vraag                                                  | Antwoord | Notities |
| ------------------------------------------------------ | -------- | --- |
| Is het mogelijk om met dynamiet ripped jeans te maken? | Nee      | Met behulp van dynamiet probeerde het testteam een gewone spijkerbroek te vermaken tot een ripped jeans. Eerst gebruikten ze volledige dynamietstaven, daarna deden ze nog een tweede poging met alleen de lonten. Beide pogingen waren zonder succes. |

### Aflevering 2
Uitzenddatum: 14 september 2019

#### De kracht van tape
In de grote test van deze aflevering werd de kracht van tape getest.
| Onderwerp          | Notities |
| ------------------ | --- |
| Auto's slepen      | Bij gebrek aan sleepkabels werd er tape gebruikt om een auto te slepen met behulp van tape. Dit lukte. Hierna werden er nog meerdere auto's achteraan gehangen. Zelfs drie auto's slepend lukte nog een eind. |
| Vangnet            | Een metalen frame werd razendsnel overspannen met een raster van tape om te kijken of er iemand opgevangen kan worden die uit een brandend huis zou springen. Hiervoor werd er een testpop gebruikt die naar beneden gegooid zou worden. Ook dit bleek te werken. |
| Auto omhoog hijsen | In de laatste deeltest werd een poging ondernomen om een auto op te hijsen met een hijskraan. Nadat er een aanzienlijke hoeveelheid tape was aangebracht, bleef de auto inderdaad hangen. Om uit te testen hoe veel tape er nou daadwerkelijk nodig was om de auto hoog te houden, werd er langzaam tape weggesneden. Er kon op deze manier aanzienlijk wat tape worden losgehaald voordat de auto weer naar beneden stortte. |

#### Jongens vs Meiden → Timmerman
Bij deze editie van Jongens vs Meiden werd gekeken wie er de betere timmermannen waren, de jongens of de meiden.
| Uitdaging                     | Winnaar | Notities |
| ----------------------------- | ------- | --- |
| Racen met schuurmachines      | Jongens | Bij de eerste deeltest stonden twee karretjes centraal waarin de jongens en de meiden moesten gaan racen. Ze kwamen vooruit met behulp van twee schuurmachines die ze aan de grond moesten houden. De jongens wonnen de race met grote voorsprong op de meiden. |
| Parcours van korte opdrachten | Jongens | De tweede deeltest bestond uit een parcours die was opgebouwd uit een serie aaneenvolgende korte opdrachten. Zo moest er een tafel worden opgemeten, een dichte kist geopend, een deurklink bevestigd, een balk doorgezaagd en een spijker ingetimmerd. De meiden legden dit parcours af in 9'57" minuten, maar de jongens wisten al met 7'15" minuten te finishen. |
| Brug bouwen                   | Jongens | In de finale moesten de jongens en de meiden gezamenlijk aan een brug bouwen. Allebei kregen ze één kant (links of rechts) toegewezen en de bedoeling was dat hun kant dusdanig verstevigd werd, dat er een auto overheen kon rijden. Na afloop bleek dat de jongens beter werk hadden geleverd; de auto viel aan de kant van de meiden van de brug af.             |
| Uiteindelijke winnaar.        | Jongens | Eindstand: 3-0. Getrokken conclusie: de boys zijn de beste timmermannen. |

#### The Battle → Diesel vs Benzine
| Product 1 | Product 2 | Hogere steekvlam | Notities |
| --------- | --------- | ---------------- | --- |
| Diesel    | Benzine   | Benzine          | Een emmer werd gevuld met diesel en middels een constructie over een vuur heen uitgekieperd. Dit leverde een steekvlam van 2,4 meter op. Vervolgens werd deze test nog een keer herhaald met benzine. De steekvlam werd 9 meter hoog. |

### Aflevering 3
Uitzenddatum: 21 september 2019

#### Jongens vs Meiden → Achter de vijandelijke linies
Deze gehele aflevering bestond uit één grote jongens/meidentest. De vraag was wie er beter waren achter de vijandelijke linies, de jongens of de meiden.
| Uitdaging                            | Winnaar  | Notities |
| ------------------------------------ | -------- | --- |
| Vijandelijk kamp binnenkomen         | Jongens  | De eerste opdracht bestond eruit dat de jongens en de meiden testteamleden ongezien het kamp van de vijand moesten binnenkomen. Het kamp werd echter bewaakt. Deze bewakers moesten afgeleid worden door een wachthuis, dat bij de entree stond, op te blazen. Daarvoor hadden de testteamleden een explosief en een ontsteker bij zch en zo moesten ze het wachthuis opblazen zonder zelf opgemerkt te worden. De jongens slaagden erin het kamp binnen te komen, de meiden echter niet. |
| Bewakingscamera's onschadelijk maken | Jongens  | Met behulp van een radiografisch bestuurbaar autootje moesten de testteamleden een serie bewakingscamera's vernietigen. Dat moesten ze doen door er een laser op te richten die boven op het autootje stond. De meiden bliezen alle camera's op in 19 minuten. De jongens waren al na 9 minuten klaar. Doordat deze test nu 2-0 was, konden de meiden in het beste geval nog slechts een gelijkspel behalen door de beide hieropvolgende deeltests in hun voordeel te beslechten. |
| Teamgenoot bevrijden                 | Jongens  | Van zowel de jongens- als het meidenteam was één derde teamgenoot opgesloten door de bewakers. De bedoeling was om deze te bevrijden. Daarvoor moesten er drie bewakers worden uitgeschakeld met behulp van een paintballgeweer. De meiden deden er 12'10" minuten over om hun derde teamlid Julia te bevrijden. De jongens werden twee keer zelf beschoten door de bewakers en moesten daarom 2 minuten straftijd incasseren. Desondanks wisten ze ruimschoots te winnen; inclusief deze straftijd wisten ze hun derde teamlid Jaro al na 7½ minuut te bevrijden. De jongens behaalden op dit punt definitief hun totaalwinst voor deze J/M-test. |
| Het kamp ontvluchten                 | Jongens  | Met het bevrijde testteamlid op een brancard meegenomen moesten de testteamleden uit het kamp zien weg te komen. Met behulp van rookbommen moesten ze de bewakers afleiden en zo moesten ze zo snel mogelijk in hun vluchtauto terechtkomen. Ook deze laatste deeltest werd gewonnen door de jongens: zij deden er vier minuten over, terwijl de meiden vijf minuten nodig hadden. |
| Uiteindelijke winnaar.               | Jongens. | Eindstand: 4-0. Getrokken conclusie: de boys zijn het beste achter vijandelijke linies |

### Aflevering 4
Uitzenddatum: 28 september 2019

#### Is heter beter?
In dit item werd uitgetest of er makkelijker met een verhit mes gesneden kon worden.
| Product   | Notities |
| --------- | --- |
| Kartelmes | Een mes werd verhit tot het metaal roodgloeiend was. Gepoogd werd om hiermee brood en kaas af te snijden. De testteamleden konden dankzij het gloeiendhete mes instant een kaastosti maken. |

#### Steentje keilen
In deze test werden methoden getest om een steen zo ver mogelijk over het water te keilen.
| Vraag                                             | Antwoord               | Notities |
| ------------------------------------------------- | ---------------------- | --- |
| Wat is de perfecte steen?                         | Plat en rond           | Met klei maakten presentatrice Rachel met het testteam een aantal platte, ronde stenen om mee te keilen. |
| Hoe moet de steen gegooid worden?                 | Onder een hoek van 20° | De testteamleden bouwden een robotarm die stenen onder een bepaalde hoek op het wateroppervlak kon gooien. Een hoek van 20° bleek ideaal. |
| Kan er een tuintegel worden gekeild op het water? | Nee                    | Een tuintegel werd vanaf het dak van een auto op het water gegooid. Om dit te bewerkstelligen, werd de auto gecrasht waardoor de stoeptegel door de overgebleven voorwaartse kracht op het water gegooid zou worden. Het werkte echter totaal niet. |

#### Jongens vs Meiden → Bladblazen
| Uitdaging                             | Winnaar | Notities |
| ------------------------------------- | ------- | --- |
| Coureur over een parcours heen blazen | Meiden  | Bij de eerste opdracht stond een kind op een karretje centraal. De testteamleden moesten hem over een parcours heen blazen. De meiden wonnen deze opdracht overduidelijk: 21 seconden tegen 41 voor de jongens. Hierbij maakte presentatrice Rachel nog de extra opmerking dat de jongens valsspeelden door een stuk van het parcours af te snijden. |
| Pool met bladblazers als keu          | Jongens | De tweede deeltest was een variant van pool. Hierbij waren de biljartkeus echter vervangen door een bladblazer. De jongens wonnen het spel. Daarmee kwam de tussenstand op 1-1 te staan en zou de finale allesbeslissend zijn voor de totaalwinst. |
| Vuur over parcours heen blazen        | Meiden  | In de finale moesten de jongens en de meiden testteamleden een parcours afleggen waarbij ze met behulp van een bladblazer een vuur moesten verspreiden. Dit begon met een aantal opeenvolgende bakken vol brandstof die in brand gewakkerd moesten worden en eindigde met een brandende bal die onder een kooi vol bladeren terecht moest komen. De jongens legden dit parcours in 3'45" minuten af, maar de meiden wonnen met 2'26" minuten. Hiermee behaalden de meiden hun eerste overwinning van het seizoen. |
| Uiteindelijke winnaar.                | Meiden  | Eindstand: 2-1. Getrokken conclusie: de meiden zijn beter in bladblazen |

#### Is Groter Beter? → Vliegenstrip
| Product      | Notities |
| ------------ | --- |
| Vliegenstrip | In deze test werd een poging gedaan om testteamlid Gianni vast te plakken aan een extra grote vliegenstrip. Dit lukte. |

### Aflevering 5
Uitzenddatum: 5 oktober 2019

#### Is Heter Beter? → Klussen
In dit item werd uitgetest of er beter geklust kon worden door de benodigdheden te verhitten. Dit item was tevens de vuurdoop van testteamlid Romy.
| Product | Notities |
| ------- | --- |
| Spijker | Zonder deze spijker te verhitten sloeg testteamlid Romy deze spijker met elf slagen in een stuk hout zodat er nog 11,6 centimeter bovenuit stak. Een gelijkwaardig exemplaar werd verhit tot deze roodgloeiend was. Gepoogd werd om deze dieper in het hout te slaan, maar de gloeiende spijker boog tijdens het timmeren krom en het lukte niet om hem goed in het hout te slaan. |
| Zaag    | Daarna testte testteamlid Remy over een verhitte zaag beter zaagde dan een niet-verhitte. Remy deed er 1'45" minuut om met een niet-verhtite zaag een stuk hout af te zagen. De zaag werd verhit tot hij roodgloeiend was, maar toen Remy trachtte te gaan zagen boog hij direct krom.                                                                                             |

#### Jongens vs Meiden → Avonturier
In de jongens/meidentest van deze aflevering ging het erom wie de beste avonturiers waren.
| Uitdaging                  | Winnaar | Notities |
| -------------------------- | ------- | --- |
| Hindernisbaan              | Meiden  | Bij de eerste opdracht moesten de jongens en de meiden een afgesloten kist over een obstakelparcours heen trekken. De bedoeling was uiteindelijk een sleutel te veroveren om de inhoud eruit te halen: een zweep. De jongens deden 9'18" minuten over het parcours, tegen 5'18" minuten voor de meiden. |
| Over slangenkuil slingeren | Jongens | Met de in de vorige deeltest veroverde zweep moest er een hendel overgehaald worden. Daardoor zouden er slingertouwen naar beneden komen waarmee de testteamleden over de krokodillen heen konden slingeren. De meiden hadden moeite met de opdracht en deden 8'35" minuten er over om aan de overkant te komen. De jongens waren slim door het zwaardere handvat van de zweep te gebruiken om rond de hendel te slaan waardoor deze al heel snel was overgehaald. Al na 1'35" minuten stonden ze aan de overkant.   |
| Schat veroveren            | Meiden  | Tot slot moesten de jongens en de meiden testteamleden een schatkamer openen en daarna de schatkist die hier binnen stond. Een raadsel bij de toegangsdeur verwees naar spiegels waarmee een lichtbundel op de deur geschenen kon worden. Vervolgens moest de schatkist geopend worden aan de hand van symbolen die correspondeerden met cijfers op de spiegels. De meiden wisten de laatste deeltest op hun naam te zetten, door de schatkist in 6'03" minuten open te hebben, tegen 6'53" minuten voor de jongens. |
| Uiteindelijke winnaar.     | Meiden  | Eindstand: 2-1. Getrokken conclusie: de meiden zijn de beste avonturiers |

#### Varen met een motorfiets
In de grote test van deze aflevering werd geprobeerd te varen met een motorfiets.
| Onderwerp                                 | Notities |
| ----------------------------------------- | --- |
| Basis constructie                         | Een motor werd in een rubberboot vastgezet. Hierbij werd het achterwiel in het water gehangen. Door gas te geven zou dit achterwiel met volle snelheid gaan draaien waardoor de boot vooruit zou komen. De boot kwam vooruit, maar ondanks de hoge toeren ging hij niet snel.                                                                                           |
| Schoepenrad                               | Op het achterwiel dat voor de voortstuwing diende werden houten blokjes vastgemaakt om zo een schoepenrad te vormen. De hoop was dat de boot hierdoor sneller zou gaan varen. Tijdens het testen begaven de schoepen het echter en de test mislukte. |
| Nieuwe constructie om beter mee te sturen | De rubberboot verdween van het toneel voor deze laatste deeltest. Er werd een nieuwe constructie onthuld met twee aan elkaar bevestigde surfplanken. Op het bevestigingsstuk werd de motor vastgezet, wederom met zijn achterwielen in het water hangend. Verder werden er op de voorvork van de motor peddels vastgemaakt waardoor er gestuurd kon worden. Het werkte. |

### Aflevering 6
Uitzenddatum: 12 oktober 2019

#### Net Als In De Film → Deur Barricaderen
In deze editie van Net Als In De Film werd gepoogd om een deur te barricaderen zodat een indringer niet binnen kon breken.
| Onderwerp         | Notities |
| ----------------- | --- |
| Deur barricaderen | Testteamleden Lieke en Sem en presentatrice Rachel namen één minuut de tijd om een deur te barricaderen voor een op komst zijnde indringer. Deze slaagde er ondanks de barricade toch nog in om binnen te breken. Een tweede poging werd ondernomen waarbij de meubels aan barricade tussen deur en muur waren geklemd. De deur scheurde echter alsnog open aan het bovenste gedeelte tot zover de barricade de deur niet stutte. Presentatrice Rachel suggereerde dat als de meubels zo hoog waren opgestapeld dat de deur volledig gestut zou zijn, dat men veilig zou zijn, evenals met een metalen deur. |

#### Een hond zonder nadelen
In de grote test van deze aflevering werden oplossingen getest voor de nadelen aan het hebben van een hond.
| Nadeel        | Notities |
| ------------- | --- |
| Verharen      | Voor deze deeltest kreeg een hond een stofzuiger achter zich aan vastgemaakt, waardoor de achtergelaten hondenharen direct opgezogen zouden worden. Het systeem werkte moeizaam, maar omdat het een prototype was, zou er volgens het testteam nog wel potentie in zitten |
| Hond uitlaten | Als tweede werd geprobeerd om het probleem van het moeten uitlaten te tackelen. Eerst kreeg de hond een poepbroek aan die drollen op zou vangen. In een poging de hond te doen denken dat hij uitgelaten zou worden, kreeg deze een vr-bril op met natuurbeelden. De hond vond deze echter niet prettig en deed deze gelijk weer af. Vervolgens werd er middels een constructie een telefoon voor zijn gezicht gehangen waar natuurbeelden op werden afgespeeld. Ook dit werkte niet. |
| Stank         | Om van de stank van een hond af te komen, zou deze gewassen moeten worden. Om dit te bewerkstelligen, werd er een wasstraat gebouwd waar de hond doorheen kon lopen, net zoals een auto. Het systeem werkte. |

#### Jongens vs Meiden → Topchef
In de jongens/meidentest van deze aflevering ging het erom wie de beste topchefs waren.
| Uitdaging                              | Winnaar | Notities |
| -------------------------------------- | ------- | --- |
| Ingrediënten herkennen in een smoothie | Jongens | Voor aanvang van deze deeltest had presentatrice Rachel een smoothie gemaakt van een achttal ingrediënten. De testteamleden moesten herkennen welke ingrediënten dat waren. De jongens bleken er zeven van de acht juist te hebben, tegen zes voor de meiden. |
| Croquembouche maken                    | Meiden  | De testteamleden kregen vijf minuten de tijd om een zo hoog mogelijke croquembouche te maken. De meiden wonnen deze opdracht met een hoogte van 40 centimeter, tegen 37 voor de jongens. |
| Wokken                                 | Meiden  | In de finale moesten de jongens en de meiden door te wokken een steekvlam zien te creëren die zo hoog was dat deze een stuk vuurwerk kon aansteken. Drie fonteinen stonden op toenemende hoogte boven de wokpan opgesteld en moesten zo snel mogelijk worden ontstoken. De meiden slaagden er als eerste in om alle drie de fonteinen te ontsteken: zij deden er 10'05" minuten over tegen 10'35" minuten voor de jongens. |
| Uiteindelijke winnaar.                 | Meiden  | Eindstand: 2-1 |

### Aflevering 7
Uitzenddatum: 19 oktober 2019

#### Trampoline 2.0
In de grote test van deze aflevering werden toepassingen uitgetest voor trampolines
| Onderwerp                         | Notities |
| --------------------------------- | --- |
| Parcours door slaapkamerraam heen | Als eerste werd er met een serie trampolines een oplopend springparcours opgebouwd waarmee men door een slaapkamerraam heen kon springen. Het idee is dat de gebruiker hiermee ongemerkt naar buiten ofwel terug naar binnen kon komen. Het werkte. |
| Pannenkoeken bakken               | Op de plaats van de springmat werd een grote pan gespannen. Hierop kon een pannenkoek gebakken worden. |
| Fruitsalade maken                 | Tot slot werd de trampoline gebruikt om fruitstukken weg te schieten voor een fruitsalade. De fruitstukken zouden door hun val in de kom gelijk stukgeslagen worden. Het werkte.                                                                    |

#### Jongens vs Meiden → Vakantiebaantjes
In de jongens/meidentest van deze aflevering ging het erom wie er beter in vakantiebaantjes waren. Anders dan andere J/M-tests werd deze niet beslecht door het behalen van winpunten. De jongens en de meiden konden door de deeltests uit te voeren geld verdienen. Uiteindelijk zou de winst bepaald worden door wie het meeste geld had verdiend.
| Baan                  | Notities |
| --------------------- | --- |
| Kamermeisje           | De jongens en de meiden kregen drie minuten om een besmeurde hotelkamer uit te kammen op zoek naar fooien die de gasten hadden achtergelaten. De jongens vonden 11 munten, de meiden 23. |
| Werken in de horeca   | In de tweede deeltest kregen de jongens en de meiden vier minuten de tijd om drie terrassen te bedienen. Voor deze terrassen moest er steeds een obstakel overwonnen worden: een gladde ondergrond, een smalle steeg en 'zeemeeuwen' (tegenpartij die flesjes met geïmproviseerde vogelpoep uitspuit). Voor ieder drankje dat de testteamleden goed wisten te serveren, werden drie munten uitgekeerd. De jongens bezorgden 33 glazen, de meiden 41. Hiermee bouwden de meiden hun voorsprong in de muntenstand verder uit. |
| Druivenplukker        | Als laatste moesten tokkelend zo veel mogelijk druiventrossen graaien die aan een kabel hingen. De meiden plukten drie trossen en haalden daarmee 15 munten binnen. De jongens hadden meer trossen, maar konden de reeds opgebouwde voorsprong van de meiden niet meer inhalen. |
| Uiteindelijke winnaar | Meiden. Getrokken conclusie: de meiden zijn beter in vakantiebaantjes, maar de jongens zijn beter in druiven plukken |

#### Bouw je eigen plasmagun!
In dit item probeerden de testteamleden hun eigen geïmproviseerde plasmagun te maken zoals in videogames of films.
| Onderwerp       | Notities |
| --------------- | --- |
| Plasmagun maken | Het hoofdonderdeel van de plasmagun was een gasbrander. Deze blies in een korte poos gas door een plastic buis heen waardoor er een vuurbal ontstond. Aan het uiteinde van deze buis werd een plastic fles geïnstalleerd die als een projectiel kon worden afgeschoten. Met dit systeem kon een toren van glazen omver geschoten worden. |

### Aflevering 8
Uitzenddatum: 26 oktober 2019

#### Anti Zeeziek Boot
In de grote test van deze aflevering werd geprobeerd een boot te bouwen waar men niet zeeziek in zou worden.
| Onderwerp            | Notities |
| -------------------- | --- |
| Containers vol water | Het eerste systeem dat werd getest, was gebaseerd op wolkenkrabbers die een kolossale watertank water gebruikten voor extra stabiliteit tijdens aardbevingen. Dit principe werd ook getracht toe te passen op een boot. Het vaartuig kapseisde echter door het gewicht van de containers en maakte water. De containers brachten daarmee niet het gewenste resultaat. |
| Boot in boot         | Als tweede werd er een grote rubberboot gevuld met water. Hierin werd een kleinere boot geplaatst die op dit water zou drijven. Het idee was dat bij golven slechts de grote boot zou schommelen, zodat de kleinere boot daarin kaarsrecht zou blijven liggen. Ook dit hielp echter niet.                                                                             |
| Hangmat              | Tot slot werd er in een boot een hangmat opgehangen. Het idee was simpelweg dat de inliggende bij golven recht in zijn hangmat zou blijven liggen en niet zeeziek zou worden. Dit idee hielp wel. |

#### Jongens vs Meiden → Loeiende sirenes
Bij deze editie van Jongens vs Meiden werd gekeken wie er beter met voorrangsvoertuigen waren, de jongens of de meiden.
| Uitdaging                   | Winnaar | Notities |
| --------------------------- | ------- | --- |
| Medeweggebruikers ontwijken | Jongens | Bij de eerste deeltest moesten de jongens en de meiden met een constante snelheid van 50 km/h een kruispunt oversteken. Hier zouden (piepschuimen) medeweggebruikers oversteken. De bedoeling was om deze te ontwijken. Na een paar keer op en neer rijden hadden de jongens twee dodelijke slachtoffers gemaakt, maar de meiden vier. |
| Winkeldief tegenhouden      | Meiden  | In de tweede deeltest stond een parkeerplaats centraal. Een winkeldief probeerde hier weg te komen. De jongens en de meiden testteamleden hadden twee buggy's tot hun beschikking om de drie uitgangen van de parkeerplaats dicht te houden voor de dief. Zo moesten ze hem zo lang mogelijk tegenhouden. De meiden gingen als eerste en zij konden de winkeldief 2'18" minuten binnenhouden. Bij de jongens glipte de inbreker al na 2'11" minuten door een van de uitgangen weg.                       |
| Achtervolgen                | Jongens | De finale bestond uit een achtervolging met de winkeldief. Om uit te testen wie beter kon achtervolgen was de auto van de testteamleden met een touw gekoppeld aan de auto van de dief. De bedoeling voor de testteamleden was om zo lang mogelijk vlak op de winkeldief te blijven, waarbij het uitgangspunt het moment was waarop het touw brak. De jongens gingen als eerste en bij hen gebeurde dit na 3'04" minuten met een crash. De meiden moesten de achtervolging reeds staken na 1'36" minuut. |
| Uiteindelijke winnaar       | Jongens | Eindstand: 2-1. Getrokken conclusie: de boys zijn het beste met toeters en bellen. |

#### Niet snoozen
| Onderwerp                 | Notities |
| ------------------------- | --- |
| Manier om niet te snoozen | Om te voorkomen dat men zou gaan snoozen, werd er met succes een mechanisme aan de radiowekker gekoppeld. Dit mechanisme liet, wanneer de wekker werd ingedrukt, een spuitbus met poepspray spuiten waardoor de gebruiker uit zijn bed werd gejaagd. |

### Aflevering 9
Uitzenddatum: 2 november 2019

#### Sleeproblemen
In deze test werden oplossingen getest voor de nadelen aan sleeën.
| Onderwerp                                                     | Notities |
| ------------------------------------------------------------- | --- |
| Een manier om de slee niet steeds naar boven te hoeven slepen | Voor de beoogde oplossing werd een lier gebruikt die de slee terug de helling omhoog moest trekken. Dit ging echter dusdanig langzaam dat gesteld moest worden dat het niet echt werkte.                                                                  |
| Zitcomfort verbeteren                                         | Het zitcomfort werd succesvol verbeterd door een zetel op de slee te plaatsen. |
| Snelheid verbeteren                                           | Er werd gepoogd om de slee sneller naar beneden te laten gaan door bladblazers te gebruiken als extra voortstuwing. Dit had echter nauwelijks effect. |
| Beter kunnen remmen                                           | Als remsysteem werden fitnessparachutes gebruikt zoals hardlopers die gebruiken. Hiermee werd geprobeerd de slee af te remmen wanneer deze naar beneden gleed. Dit werkte niet.                                                                           |
| Ski's aan de armen en de benen                                | In plaats van dat ski's normaliter aan de voeten werden gedragen werden ze deze keer aan de armen en de beneden bevestigd. Zo kon er in buikligging op hoge snelheid van de sneeuwhelling afgegleden worden. Bovendien kon er ook goed mee geremd worden. |

#### Jongens vs Meiden → Drummen
Bij deze jongens/meidentest werd getest wie beter in drummen waren, de jongens of de meiden.
| Uitdaging                                         | Winnaar | Notities |
| ------------------------------------------------- | ------- | --- |
| Handen en voeten onafhankelijk van elkaar bewegen | Jongens | De testteamleden stonden voor een loopband waarop chocoladezoenen voorbijrolden. Tussen de witte en pure exemplaren die ertussen zaten moesten de melkexemplaren worden stukgeslagen. Terwijl ze hiervoor hun handen gebruikten moesten ze ook hun voeten gebruiken om een landmeter zo ver mogelijk uit te rollen. De beide scores die hieruit rolden, werden bij elkaar opgeteld om zo tot een totaalscore te komen. De meiden eindigden deze test met 81 punten, maar de jongens haalden met een puntentotaal van 97 de winst binnen.                                                          |
| Tijd inschatten                                   | Meiden  | Bij de tweede deeltest bleek de euforie bij de jongens echter van korte duur. Er moesten 10, 30 en 60 seconden ingeschat worden. Hierbij werden de testteamleden afgeleid doordat er een drumspel plaatsvond dat hen uit het ritme kon brengen. Waar de jongens en de meiden de 10 en de 30 seconden beiden perfect wisten te timen, bleken de meiden bij de 60 seconden een fractie beter. Zij timeden deze op 1'05" minuut terwijl de jongens met 1'06"minuut nog een seconde trager waren. Hiermee stond de tussenstand op 1-1 en zou de laatste deeltest beslissend zijn voor de totaalwinst. |
| Drummen op een bepaald geluidsniveau              | Meiden  | In de finale stond er een drumstel op een auto. De bedoeling was om dit drumstel te bespelen met een geluidsniveau van tussen de 80 en 90 decibel. De auto zou dan door een lier richting de finish getrokken worden. De jongens finishten na 1'21" minuten, maar de meiden bleken met 1'15" minuut net zes seconden sneller. |
| Uiteindelijke winnaar                             | Meiden  | Eindstand: 2-1. Getrokken conclusie: de meiden zijn de beste drummers. |

#### The Battle → CO2 vs Waterraket
| Product 1   | Product 2            | Hogere steekvlam     | Notities |
| ----------- | -------------------- | -------------------- | --- |
| CO2-patroon | Motor van modelraket | Motor van modelraket | Hoewel deze test de titel CO2 vs Waterraket droeg, was de raket die in deze test gebruikt werd geen waterraket, maar een kleine ontbrandingsmotor zoals in een modelraket. Deze werden aan een kabel opgehangen en zouden hierlangs geleid worden zodra ze werden afgeschoten. Het CO2-patroon werd na verloop van tijd ingehaald door de raketmotor en uiteindelijk wist deze het einde zelfs niet te halen, terwijl de raketmotor dit wel haalde. |

### Aflevering 10
Uitzenddatum: 9 november 2019

#### Doe-Het-Zelf Spiderman
In dit item werden methoden getest om als Spider-Man tegen een muur op te klimmen. Er werd eerst een controletest uitgevoerd. Testteamlid Sem beklom een schans die op een hoek van 40° stond.
| Methode               | Notities |
| --------------------- | --- |
| Dubbelzijdig plakband | De schans werd volgeplakt met dubbelzijdig plakband. Eerst probeerde Sem deze te beklimmen op een hoek van 45°, wat hem lukte. De test werd een paar keer herhaald met steeds vijf graden meer, totdat Sem niet meer omhoog zou komen. Dit gebeurde uiteindelijk bij 60°. |
| Vliegenlijm           | Een schans was ingesmeerd met vliegenlijm. Deze werd op de hoek gezet waar de vorige deeltest gestopt werd, namelijk 60°. Dit keer probeerde Tim omhoog te komen. Het lukte hem echter totaal niet.                                                                       |
| Magneten              | Testteamlid Tim probeerde een metalen zuil te beklimmen met magneten onder zijn schoenen en polsen. Het lukte hem. Vervolgens slaagde hij er ook nog in ondersteboven langs een hijskraan omhoog te komen.                                                                |

#### Jongens vs Meiden → Tekenen
Bij deze jongens/meidentest werd getest wie beter in tekenen waren, de jongens of de meiden.
| Uitdaging                                 | Winnaar | Notities |
| ----------------------------------------- | ------- | --- |
| Lijn op een auto zetten                   | Jongens | De jongens en de meiden moesten een lijn helemaal rondom op een auto tekenen. Dit moesten ze zo recht mogelijk doen. De jongens deden dit beter. |
| Plafondschildering inkleuren              | Jongens | In de tweede deeltest kregen de testteamleden drie minuten de tijd om een plafondschildering (Checkpoint-logo) in te kleuren met spuitverf. Om erbij te komen, sprongen ze op een trampoline. De bedoeling was om zo accuraat mogelijk de schildering in te kleuren en binnen de lijnen van het logo te blijven, want telkens als ze buiten deze lijnen spoten, kregen ze strafpunten. Om de winnaar te kunnen bepalen was de plafondschildering op een rasterpapier weergegeven. De meiden haalden uiteindelijk, met 7 strafpunten op 140 juist ingekleurde vakjes, een totaalscore van 133 punten. De jongens wonnen, met 10 strafpunten op 283 juist ingekleurde vakjes en dus een totaalscore van 273 punten. |
| Kleurplaat inkleuren met een graafmachine | Jongens | De testteamleden moesten een simpele kleurplaat van een appel rood en groen inkleuren met behulp van een verfkwast aan een graafmachine. De jongens deden dit in 16’24” minuten. De meiden slaagden niet in hun opdracht en hun poging werd na 17 minuten afgebroken. |
| Uiteindelijke winnaar                     | Jongens | Eindstand: 3-0. Getrokken conclusie: de jongens zijn de beste tekenaars. |

#### Doe-Het-Zelf Wolverineklauwen
| Onderwerp              | Notities |
| ---------------------- | --- |
| Wolverineklauwen maken | Presentatrice Rachel en het testteamleden maakten een hydraulisch systeem dat testteamlid Nigel om zijn hand droeg. Dit systeem schoof een serie messen tevoorschijn waarmee groenten gesneden konden worden. |

### Aflevering 11
Uitzenddatum: 16 november 2019

#### Grote Test Stormparaplu
In deze grote test werd een stormparaplu blootgesteld onder extreme omstandigheden.
| Omstandigheden | Notities |
| -------------- | --- |
| Rijwind        | Een testpop met een paraplu werd boven op een auto gezet, zittend op een brommer. Vervolgens werd er met oplopende snelheden een stuk gereden. Begonnen werd met 40 km/h om uiteindelijk te eindigen met 80 km/h. De stormparaplu bleef heel.                                        |
| Hagelstorm     | Een zware hagelstorm werd geïmproviseerd door stenen door een buis op de stormparaplu te droppen. Begonnen werd met grind, daarna volgden ijsblokken. De stormparaplu liep geen noemenswaardige schade op. Toen er echter een dakpan op de paraplu werd gedropt, ging deze wel stuk. |
| Orkaanwind     | Om de stormparaplu te testen op een orkaanwind, sprong een professionele parachutist met een stormparaplu uit een vliegtuig. De stormparaplu overleefde het niet. Geconcludeerd was dat binnen blijven de beste manier was om een orkaan kracht vijf te overleven.                   |

#### Jongens vs Meiden → In het donker
Bij deze jongens/meidentest werd getest wie beter in het donker, de jongens of de meiden.
| Uitdaging                     | Winnaar | Notities |
| ----------------------------- | ------- | --- |
| Echolocatie                   | Jongens | De jongens en de meiden moesten geblinddoekt door een doolhof navigeren met behulp van echolocatie. Ze mochten echter niet tegen de muren opbotsen. De jongens deden 2'27" minuten over het parcours en raakten zeven keer de muur. De meiden deden 3'27" minuten over het parcours en raakten zestien keer de muur. |
| Huisdieren uit brand redden   | Jongens | Een brandend appartement was bij deze deeltest geïmiteerd door middel van een donkere container waar de testteamleden naar binnen moesten. Ze moesten zo snel mogelijk op zoek naar een hond, een vogelspin en twee vissen. Ook deze opdracht voerden de jongens het snelste uit, met een tijd van 2'47" minuten, tegen 3'03" minuten voor de meiden. Doordat de tussenstand nu 2-0 was, hadden de jongens de totaalwinst reeds in hun voordeel bepaald. |
| Een auto slepen in het donker | Jongens | In de laatste deeltest moesten de testteamleden een door pech gestrande auto over een obstakelparcours heen slepen. Hierbij waren de ramen geblindeerd om duisternis te imiteren. De meiden deden 5'36" minuten over het parcours en reden nagenoeg alle obstakels omver. De jongens finishten reeds na 1'36" minuut en raakten aanzienlijk minder. |
| Uiteindelijke winnaar         | Jongens | Eindstand: 3-0. Getrokken conclusie: de jongens zijn het best in het donker |

#### Radiografische auto 2.0
| Onderwerp                                              | Notities                                                                |
| ------------------------------------------------------ | ----------------------------------------------------------------------- |
| Een radiografisch bestuurbare auto weer spannend maken | Dit werd met succes gedaan door er een serie raketmotoren op te zetten. |

### Aflevering 12
Uitzenddatum: 23 november 2019

#### Kan dat niet sneller? → Ruit krabben
| Activiteit       | Notities |
| ---------------- | --- |
| Autoruit krabben | In een poging een bevroren autoruit sneller te krabben werd benzine gebruikt. Dit werd in het reservoir van de ruitenwisservloeistof gedaan. De autoruit werd bevroren met behulp van ijsblokjes en vloeibare stikstof. Op de ruit stonden gasbranders gericht die benzine, zodra deze gespoten zou worden, zou ontsteken. Geconcludeerd werd dat het wel werkte, maar dat het niet makkelijker was. |

#### Parasailen
In dit item werden methoden getest om in de straat te kunnen parasailen. Gewerkt werd met een partytent als geïmproviseerde parachute.
| Methode                          | Notities |
| -------------------------------- | --- |
| Voorttrekken aan een scootmobiel | Testteamlid Remy liet zich voorttrekken aan een scootmobiel door collega-testteamlid Gianni. Hij kwam niet van de grond. |
| Auto                             | Een testpop met een parachute werd voortgetrokken met een auto. Hij kwam omhoog, maar crashte al heel snel. |
| Aanhanger                        | Voor deze laatste deeltest werd een aanhanger met een mat gebruikt. Testteamlid Gianni werd met touw aan deze aanhanger vastgemaakt op zo'n manier dat hij kon vliegen, maar bij een crash op deze mat zou neerkomen. Na een aantal pogingen ging de parachute wel open, maar Gianni kwam niet los van de aanhanger. |

#### Jongens vs Meiden → Incasseren
Bij deze jongens/meidentest werd uitgezocht wie de beter waren in het incasseren van klappen, jongens of meiden.
| Uitdaging              | Winnaar | Notities |
| ---------------------- | ------- | --- |
| Kussengevecht          | Meiden  | De testteamleden stonden op een schommelbed. Figuranten bekogelden hen met kussens. Zo moesten ze zo lang mogelijk op het bed blijven staan. De jongens bleven 2'21" minuten staan, maar de meiden wonnen met 2'39" minuten. Daarmee zetten zij de tussenstand op 1-0. |
| Keepen                 | Jongens | Als voetbalkeepers moesten de testteamleden twee keer 18 ballen uit een goal houden. Van deze in totaal 36 ballen hielden de meiden er 11 tegen. De jongens hielden er echter 15 uit de goal. Hierdoor kwam de tussenstand op 1-1 te staan. |
| Barricaderen           | Jongens | In de allesbeslissende finale kregen de jongens en de meiden tien minuten de tijd om een barricade op te richten die de impact van een auto kon incasseren. Om de winnaar te bepalen, werd de afstand gemeten tussen de voorkant van de auto en het einde van de route die deze zou afleggen. De barricade van de jongens zette de auto stil op een afstand van 8m70 voor het einde van het parcours. Hiermee versloegen ze de meiden, die een restafstand van slechts 5m50 hadden. |
| Uiteindelijke winnaar. | Jongens | Eindstand: 2-1. Getrokken conclusie: de jongens zijn zijn het beste in het incasseren van klappen |

### Aflevering 13
Uitzenddatum: 30 november 2019

#### Last van hoogtevrees
In deze test werden pogingen ondernomen om Lieke en Julia van hun hoogtevrees af te helpen.
| Onderwerp                       | Notities |
| ------------------------------- | --- |
| Lieke beklimt een hijskraan     | Testteamlid Lieke kreeg de opdracht om zo hoog mogelijk in een hijskraan te klimmen. Ze haakte op een hoogte van ongeveer 1m80 al af. Gepoogd werd om haar hoogtevrees te overwinnen door er een beloning tegenover te zetten. Hiervoor werd Lieke's knuffelkonijn tot boven in de hijskraan getakeld. Ze kreeg toe de opdracht om het konijn op te halen. Dit motiveerde Lieke voldoende om de hijskraan helemaal tot boven te beklimmen. Na afloop gaf ze aan dat ze weliswaar niet geheel, maar toch gedeeltelijk van haar hoogtevrees was afgeholpen. |
| Julia springt uit een vliegtuig | Testteamlid Julia had ook hoogtevrees. Haar hoogtevrees werd gepoogd te overwinnen door middel van een confrontatie met een nog grotere angst. In het geval van Julia was dat een angst voor clowns. Toen haar de keuze werd voorgelegd of ze het vliegtuig in zou gaan of het terrein zou verlaten, koos ze zonder aarzelen voor het vliegtuig. Ze sprong er ook inderdaad uit. Na afloop gaf ze aan dat ze geheel van haar hoogtevrees was afgeholpen.                                                                                                  |

#### Jongens vs Meiden → Tuinieren
Bij deze jongens/meidentest werd getest wie de betere tuinmannen waren, de jongens of de meiden. Deze test markeerde de vuurdoop van testteamlid Mila.
| Uitdaging                     | Winnaar | Notities |
| ----------------------------- | ------- | --- |
| Bladeren vangen               | Meiden  | De jongens en de meiden werden in een kooi gezet waar een heleboel herfstbladeren in rondwaaiden. Ze kregen twee minuten de tijd om er zo veel mogelijk op te vangen. De meiden hadden er aanzienlijk meer. |
| Werken met een onkruidbrander | Jongens | Voor de tweede deeltest gingen de jongens en de meiden met een onkruidbrander aan de slag op een grasveld waar onkruid op groeide. De bedoeling was om alles op zo'n wijze zwart te branden dat er alleen nog een groen Checkpoint-logo zichtbaar was. Degene met de snelste tijd zou winnen. De jongens hadden een tijd van 9'17" minuten. De meiden waren met 9'27" minuten echter net tien seconden langzamer. |
| Heg knippen                   | Meiden  | In de finale moesten de jongens en de meiden een heg knippen. Dit moesten ze doen met een grasmaaier die op een heftruck was gemonteerd. Er zaten echter nestelende vogels (nep) met eieren in de heg. Deze mochten niet sneuvelen, op straffe van strafseconden. Zowel de jongens als de meiden hadden twee vogels vermorseld en 700 strafseconden opgelopen aan kapotte eieren, wat uiteindelijk geen verschil zou maken voor de totale tijd. De meiden wonnen uiteindelijk de test, met een speeltijd van 7'53" minuten, tegen 13'04" minuten voor de jongens. |
| Uiteindelijke winnaar         | Meiden  | Eindstand: 2-1. Getrokken conclusie: de vrouwen zijn de beste tuinmannen-/vrouwen |

#### Met je broekriem tokkelen
| Vraag                                           | Antwoord | Notities |
| ----------------------------------------------- | -------- | --- |
| Is het mogelijk om met je broekriem te tokkelen | Nee      | Testteamlid Aaron probeerde te tokkelen aan een leren broekriem. Deze begaf het echter al snel. Vervolgens herhaalde collega-testteamlid Gianni de test nogmaals met een ketting. Deze kwam echter vroegtijdig stil te hangen. Ook deze methode werkte dus niet. |

### Aflevering 14
Uitzenddatum: 7 december 2019

#### Paraplu 2.0
In deze test werden pogingen ondernomen om een paraplu mee te nemen zonder deze in de hand te houden. Een serie sprinklerinstallaties was voorzien om regen te imiteren.
| Methode    | Notities |
| ---------- | --- |
| Drone      | Als eerste werd dit met een drone geprobeerd. Een paraplu werd boven op het vliegapparaat gezet en hiermee werd geprobeerd om boven testteamlid Remy te vliegen. De drone hield echter het gewicht van de paraplu niet en stortte steeds neer. Remy bleef niet droog.                               |
| Bladblazer | De tweede deeltest werd door testteamlid Gianni geprobeerd. Hij kreeg een bladblazer op zijn rug om de regendruppels weg te blazen. Dit werkte een stuk beter; alleen een van zijn schouders werd nat.                                                                                              |
| Vuur       | Voor de laatste deeltest was een constructie gebouwd van spuitbussen en aanmaakblokjes die, wanneer geactiveerd, felle vlammen kon produceren. Deze moesten de regendruppels laten verdampen. Deze methode werkte echter totaal niet. Een hoofdparaplu werd hierop gepresenteerd als beste methode. |

#### Jongens vs Meiden → Communiceren
Bij deze jongens/meidentest werd getest of meiden beter waren in communiceren dan jongens.
| Uitdaging             | Winnaar    | Notities |
| --------------------- | ---------- | --- |
| Aanwijzingen geven    | Meiden     | Zowel bij het jongens- als het meidenteam werd er één testteamlid geblinddoekt die een parcours moest lopen op aanwijzing van de teamgenoot. Deze teamgenoot mocht echter maar 120 woorden gebruiken. Er waren echter ook diverse obstakels op het parcours geplaatst die strafpunten zouden opleveren. De jongens wisten 11 meter af te leggen voordat ze door hun maximum hoeveelheid woorden heen waren en raakten 5 obstakels, waarvoor ze 50 strafcentimeters kregen (totaalscore: 10,50 meter). De meiden slaagden er echter om met slechts 62 woorden het hele parcours af te leggen en raakten slechts 2 obstakels. |
| Pictionary            | Gelijkspel | Bij de tweede deeltest was een auto met behulp van bussen spuitverf omgebouwd tot markeerwagen. Hiermee moest één testteamlid een simpele tekening op de grond maken. De ander moest van zo veel mogelijk tekeningen raden wat het voorstelde. Hiervoor kregen ze vier minuten de tijd. Beide teams raadden twee tekeningen binnen die tijd. |
| Chinese whisper       | Onbeslist  | In de finale werd het spel Chinese whisper gespeeld. Eén testteamlid moest een zin via een lange rij kinderen uiteindelijk doorcommuniceren naar zijn teamgenoot. Bij beide teams lukte dit totaal niet. |
| Uiteindelijke winnaar | Meiden     | Eindstand: 2-1. Getrokken conclusie: de meiden zijn het beste in communiceren |

#### Kan het niet met dynamiet → Raket lanceren
| Vraag                                                  | Antwoord | Notities |
| ------------------------------------------------------ | -------- | --- |
| Is het mogelijk om met dynamiet een raket te lanceren? | Ja       | In deze editie van Kan het ook met dynamiet stond het principe van de raket centraal die met luchtdruk gelanceerd werd. Een uitvergrote versie werd succesvol met de luchtverplaatsing van een dynamietexplosie gelanceerd. |

### Aflevering 15
Uitzenddatum: 14 december 2019

#### Feestje 2.0
In deze test werden pogingen ondernomen om een saai Hollands feestje leuker te maken door midden van special effects.
| Methode     | Notities |
| ----------- | --- |
| Skydancer   | Het testteam probeerde een aantal skydancers te maken met behulp van vuilniszakken en ventilator. Dit werkte. |
| Schuimparty | In de tweede deeltest stond een schuimparty centraal. Om schuim te creëren werd water en zeepsop gebruikt. Echter werd er helium gebruikt in een poging het schuim omhoog te laten vliegen. In een poging dit schuim ook nog bepaalde vormen aan te laten nemen, werden houten sjablonen uitgezaagd waar het schuim doorheen kon gaan. Het systeem werkte echter niet goed. |
| Vuurwerk    | Een geïmproviseerde vuurwerkshow werd geprobeerd te maken door staalwol aan een droogmolen te hangen en dit aan te steken. Door de draaimolen rond te draaien zou er dan een vonkenregen ontstaan. Ook dit systeem werkte niet goed. Hierop werd geconcludeerd dat van Hollandse feestjes geen soep te maken is                                                             |

#### Jongens vs Meiden → Spiegelbeeld
Bij deze jongens/meidentest werd getest wie er beter waren in spiegelbeeld, jongens of meiden.
| Uitdaging                                 | Winnaar | Notities |
| ----------------------------------------- | ------- | --- |
| Drone besturen in spiegelbeeld            | Jongens | De jongens en de meiden moesten een drone besturen die zich achter hen bevond. Ze zagen deze drone niet direct, maar alleen door een spiegel die een teamgenoot omhoog hield. Met behulp daarvan moest de drone op zo veel mogelijk platforms geland worden. De jongens slaagden hier één keer in, de meiden geen enkele keer. |
| Blussen in ondersteboven gespiegeld beeld | Jongens | Als tweede was er een lange rij fakkels opgesteld die de jongens en de meiden op een afstandje moesten blussen. Ze hadden echter een bril op die hun gezichtsveld ondersteboven spiegelde. Met deze complicatie slaagden de jongens erin alle vlammen na 9'37" minuten te doven. De meiden deden er 11'22" minuten over. |
| Spiegelkamer                              | Jongens | In de laatste deeltest waren de jongens en de meiden in een spiegelkamer gezet. Dit was een escaperoom waar ze zo snel mogelijk uit moesten ontsnappen. Om dat voor elkaar te krijgen lag er een stoomapparaat waarmee aanwijzingen op de spiegels zichtbaar konden worden gemaakt. De meiden deden 5'30" minuten over hun ontsnappingspoging, maar kregen nog 30 seconden straftijd, omdat ze twee spiegels aanraakten, wat niet toegestaan was. De jongens waren reeds na 4'18" minuten ontsnapt en hadden geen straftijd. |
| Uiteindelijke winnaar                     | Jongens | Eindstand: 3-0. Getrokken conclusie: de jongens zijn het beste in spiegelbeeld |

#### To the max waterbed
| Vraag                                                         | Antwoord            | Notities |
| ------------------------------------------------------------- | ------------------- | --- |
| Hoeveel liter water kan er in een waterbed voordat hij knapt? | Meer dan 2000 liter | Een waterbed werd vol water gepompt totdat deze zou knappen. Er zou maximaal maar 300 liter in mogen, maar met 2000 liter bleef het matras nog steeds heel. Pas toen testteamlid Gianni gaatjes in het matras begon te prikken, scheurde het stuk. |

### Aflevering 16
Uitzenddatum: 21 december 2019
Deze aflevering was een compilatie van de tien beste tests van het seizoen. Tevens werd bekendgemaakt wie de meeste jongens/meidentests hadden gewonnen.
| #  | Moment                                              | Item                             |
| -- | --------------------------------------------------- | -------------------------------- |
| 1  | Plasmagun maken                                     | Bouw je eigen plasmagun!         |
| 2  | Julia springt uit een vliegtuig                     | Last van hoogtevrees             |
| 3  | Wokken                                              | Jongens vs Meiden → Topchef      |
| 4  | Radiografisch bestuurbare auto sneller laten rijden | Radiografische auto 2.0          |
| 5  | Rubriek: Kan dat niet sneller?                      | Ruit krabben                     |
| 6  | Rubriek: The Battle                                 | Diesel vs Benzine                |
| 7  | Skydancer                                           | Feestje 2.0                      |
| 8  | Kussengevecht                                       | Jongens vs Meiden → Incasseren   |
| 9  | Nablijven: klok verzetten                           | Lekker snel van je strafwerk af! |
| 10 | Rubriek: Is Heter Beter?                            | Klussen                          |

Voordat over werd gegaan op de bekendmaking van de eerste plaats werd bekendgemaakt dat de jongens dit seizoen de meeste jongens/meidentests hadden gewonnen. Zij hadden acht overwinningen, tegen zeven voor de meiden.

## Kijkcijfers zaterdagafleveringen
| Datum             | Aantal kijkers | Marktaandeel |
| ----------------- | -------------- | ------------ |
| 8 september 2019  | 66.000         | 3,1%         |
| 15 september 2019 | 89.000         | 4,6%         |
| 22 september 2019 | 64.000         | 3,7%         |
| 29 september 2019 | 31.000         | 1,5%         |
| 5 oktober 2019    | 110.000        | 5,7%         |
| 12 oktober 2019   | 109.000        | 4,6%         |
| 19 oktober 2019   | 38.000         | 1,6%         |
| 26 oktober 2019   | 88.000         | 3,5%         |
| 2 november 2019   | 84.000         | 2,9%         |
| 9 november 2019   | 135.000        | 5,4%         |
| 16 november 2019  | 134.000        | 5,1%         |
| 23 november 2019  | 120.000        | 4,8%         |
| 30 november 2019  | 105.000        | 4,8%         |
| 7 december 2019   | 109.000        | 4,4%         |
| 14 december 2019  | 110.000        | 4,4%         |
| 21 december 2019  | 104.000        | 4,4%         |